# Шеснаеста омладинска ударна бригада
Шеснаеста славонска омладинска народноослободилачка ударна бригада „Јожа Влаховић“ НОВЈ формирана је 30. децембра 1942. године код места Горњих Борка под првобитним именом Шеснаеста хрватска народноослободилачка бригада (29. јуна 1943. добила је назив који је носила до краја рата). Приликом формирања у њен састав су ушли 1. батаљон Дванаесте славонске бригаде, 2. батаљон Калничког партизанског одреда и један батаљон Другог славонског одреда.
Крајем јануара 1943. ушла је у састав Четврте славонске дивизије НОВЈ (касније 12. дивизије НОВЈ).

## Борбени пут Шеснаесте бригаде
Бригада је од јануара до средине марта 1943. учествовала у нападима на Воћин од 5. до 11. јануара, на Вировитицу, Шпишић Буковицу, Лукач, Сухопоље, Зринску, Велику Писаницу и Гарешницу од 12. до 24. фебруара и вршила диверзије на прузи Београд–Загреб. У Псуњско-папучкој операцији (шифовани назив Операција Браун) од 20. марта до 8. априла, заједно с Осамнаестом славонском бригадом разбила је јаче домобранске снаге на Ципеловцу и Чешљаковачком вису и водила успешне борбе с немачким снагама код села Пакре и Рушева. Са Седамнаестом славонском бригадом ослободила је Воћин 9. маја, а 17. маја дала је једну чету за формирање 21. славонске бригаде. Крајем јуна бригада се пребацила у Хрватско загорје, 13. јула учествовала у заузимању Лепоглаве, а затим пребацила рањенике Четврте дивизије у болнице на Калнику, где је 22. јула водила жестоке борбе против јаких усташко-домобранских и немачких снага. Крајем јула вратила се на Билогору. Од августа до краја октобра нападала је немачке и усташко-домобранске посаде дуж комуникације Банова Јаруга–Славонски Брод, Батрина–Нашице и Славонски Брод–Осијек.
Бригада је 3. новембра стављена под команду Штаба жумберачко-посавског сектора, пребацила се на Жумберак где је у децембру учествовала у Кордунашко-банијској операцији (шифровани назив Операција Пантер); истог месеца изводила је диверзије и нападала мања непријатељска упоришта на комуникацији Загреб–Карловац. После тих успешних акција био је формиран њен 4. батаљон.
Јануара 1944, биргада је водила жестоке борбе против јединица немачке 392. легионарске дивизије на одсеку Плешивица–Света Јана–Славетић, а 30. јануара ушла је у састав новоформиране 34. хрватске дивизије. Од фебруара до краја априла одбијала је честе испаде делова немачке Прве козачке дивизије и усташко-домобранских снага из Озља према Крашићу, Хрженику и Виводини; из Јастребарског и Драганића према Прибићу; из Зденчине, Ступника и Самобора према Плешивици. Бригада је 1. маја стављена под непосредну команду Штаба 4. корпуса НОВЈ. У мају и јуну, заједно са 7. дивизијом НОВЈ, водила је борбе на Банији, 29. јуна се пребацила се преко реке Саве и до јула стигла до Велике Писанице, у околини Бјеловара. На овом подручју вршила је попуну и реорганизацију својих јединица, а 15. јула ушла је у састав новоформиране 40. славонске дивизије Шестог корпуса НОВЈ. У њен састав ушао је 24. јула батаљон „Шандор Петефи“ као 5. батаљон, а формирана је и Јуришна чета. Бригада је 24. августа дала 1. батаљон за формирање Вировитичке бригаде, 26. августа батаљон „Шандор Петефи“ изашао је из њеног састава, тако да је имала три батаљона и Јуришну чету. За постигнуте успехе, бригада је 24. јула одликована Орденом народног ослобођења, док је 1. октобра 1944. добила назив ударна.
Од јула до октобра 1944. дејствовала је у Подравини, Даруварској котлини, на Папуку и Псуњу. Тако је 6. августа заузела села Уљаник и Духове, 18. августа је учествовала у заузимању Грубишног Поља и 20. августа у нападу на Херцеговац, садејствовала је 12. дивизији у нападу на Славонску Пожегу 5/6. септембра, са 18. славонском бригадом заузела је 14. септембра Пакрац, учествовала у борбама за Подравску Слатину 25. и 26. септембра и за Вировитицу 4. и 5. октобра. Други батаљон је 28. октобра ушао у састав 2. бригаде ОЗН-е (2. бригаде Народне одбране Хрватске). У новембру и децембру бригада је дејствовала у саставу 40. дивизије у источној Славонији и Пожешкој котлини, од 18. до 24. новембра учествовала је у борбама за Нашице, а 2. децембра у заузимању Плетернице. Тог дана њени делови упали су у Славонску Пожегу и заузели фабрику шпиритуса, болницу и неколико утврђених зграда, али су морали да се повуку, је се остале јединице њихове бригаде нису пробиле у град. Упоредо, јединице бригаде су 1. новембра између Нове Градишке и Окучана порушиле на 30 места пругу Београд–Загреб. Бригада је 27. децембра 1944. имала четири батаљона са 1686 бораца наоружаних са 554 пушке, 145 аутомата, 54 пушкомитраљеза, 16 митраљеза, 4 минобацача, 4 противтенковске пушке, 2 бацача Џон Бул, 1 противтенковски топ, 1 противавионски митраљез и 74 пиштоља.
Од јануара до марта 1945. бригада је дејствовала на подручју Билогоре, Мославине, Равне горе и Папука, нападајући окупаторско-квислиншка упоришта међу којима 17. јануара Питомачу, 28. јануара Велики Грђевац и 11/12. марта Цабуну. Од априла до средине маја 1945. учествовала је у коначном ослобођењу Славоније, Мославине, Хрватског загорја и Словеније, где је 14. маја угрозила бок непријатељевих снага код Дравограда и омогућила јединицама 51. дивизије да га заузму.